# Präsidentschaftswahl in der Zentralafrikanischen Republik 2011
Die Präsidentschaftswahlen in der Zentralafrikanischen Republik 2011 fanden am 23. Januar 2011 gleichzeitig mit den Parlamentswahlen statt, nachdem der Termin mehrfach verschoben worden war.  François Bozizé, seit 2005 Präsident der Zentralafrikanischen Republik, errang bereits im 1. Durchgang knapp zwei Drittel der Stimmen und ließ seinen Hauptkonkurrenten und Amtsvorgänger Ange-Félix Patassé mit 20 Prozent der Stimmen hinter sich. Eine Stichwahl war daher überflüssig. Die Aussagekraft dieses Ergebnisses ist umstritten. Zum einen erhob die Opposition den Vorwurf massiven Wahlbetrugs, zum anderen sind weite Teile des Landes nicht unter Regierungskontrolle, so dass der Wahlkampf außerhalb der Hauptstadt Bangui kaum stattfand. Angesichts dieser Umstände war die Wahlbeteiligung – sofern die offiziellen Angaben stimmen – mit etwa 50 Prozent unerwartet hoch und übertraf die Beteiligung bei den letzten Wahlen 2005.

## Die Kandidaten
- François Bozizé: amtierender Präsident. Hatte 2003 den damaligen Präsidenten Ange-Félix Patassé aus dem Amt geputscht und war bei den 2 Jahre später stattfindenden Präsidentschaftswahlen im 2. Durchgang zum Präsidenten gewählt worden.
- Ange-Félix Patassé: Präsident der Zentralafrikanischen Republik von 1993 bis 2003, dann (s. o.) von Bozizé aus dem Amt geputscht. Ehemaliger Günstling von „Kaiser“ Jean-Bédel Bokassa und mehrfacher Präsidentschaftskandidat der Partei Bewegung für die Befreiung des Zentralafrikanischen Volkes (MPLC), die ihn 2005 wegen angeblicher Unstimmigkeiten bei seiner Geburtsurkunde (also Staatsbürgerschaft) nicht wieder aufgestellt hatte.
- Martin Ziguélé: von 2001 bis 2003 (also bis zum Putsch Bozizés) Premierminister der Zentralafrikanischen Republik. War erstmals 2005 statt Patassé als Kandidat der MPLC angetreten und hatte 23 % (im 1. Durchgang) bzw. 35 % (bei der Stichwahl) der Stimmen erhalten.
- Emile Gros Raymond Nakombo: Seine Partei Rassemblement Démocratique Centrafricain war bis zur demokratischen Revolution 1991 einzig zugelassene Einheitspartei des Landes.
- Jean-Jacques Démafouth: ehemaliger Verteidigungsminister unter Ange-Felix Patassé und Führer der Rebellenbewegung Armée du Peuple pour la restauration de la démocratie, die im Nordwesten des Landes operiert und sich als eine von mehreren Gruppen am Zentralafrikanischen Buschkrieg von 2003–2007 beteiligt hatte.

Ein sechster Kandidat, Justin Wilite, war kur vor den Wahlen von der Liste gestrichen worden, nachdem er einen ungedeckten Scheck eingelöst hatte.

## Offizielle Ergebnisse
| François Bozizé – Convergence Nationale „Kwa Na Kwa“ („Nationale Konvergenz ‘Kwa Na Kwa’“)                                               | 607.184   | 66,08  |
| Ange-Félix Patassé – Unabhängiger | 184.716   | 20,10  |
| Martin Ziguélé – Mouvement de libération du peuple centrafricain („Bewegung für die Befreiung des zentralafrikanischen Volkes“)          | 59.370    | 6,46   |
| Emile Gros Raymond Nakombo – Rassemblement Démocratique Centrafricain („Demokratische zentralafrikanische Vereinigung“)                  | 42.591    | 4,64   |
| Jean-Jacques Démafouth – Armée du Peuple pour la restauration de la démocratie („Armee des Volkes zur Wiederherstellung der Demokratie“) | 24.980    | 2,72   |
| Total (Wahlbeteiligung: 54,01 %) | 919.841   | 100,00 |
| Ungültige Stimmen | 66.189    | 6,71   |
| Stimmen insgesamt | 986.030   |        |
| Registrierte Wähler | 1.825.735 |        |
| Quelle: La Voix |           |        |